# تل سوبرغا

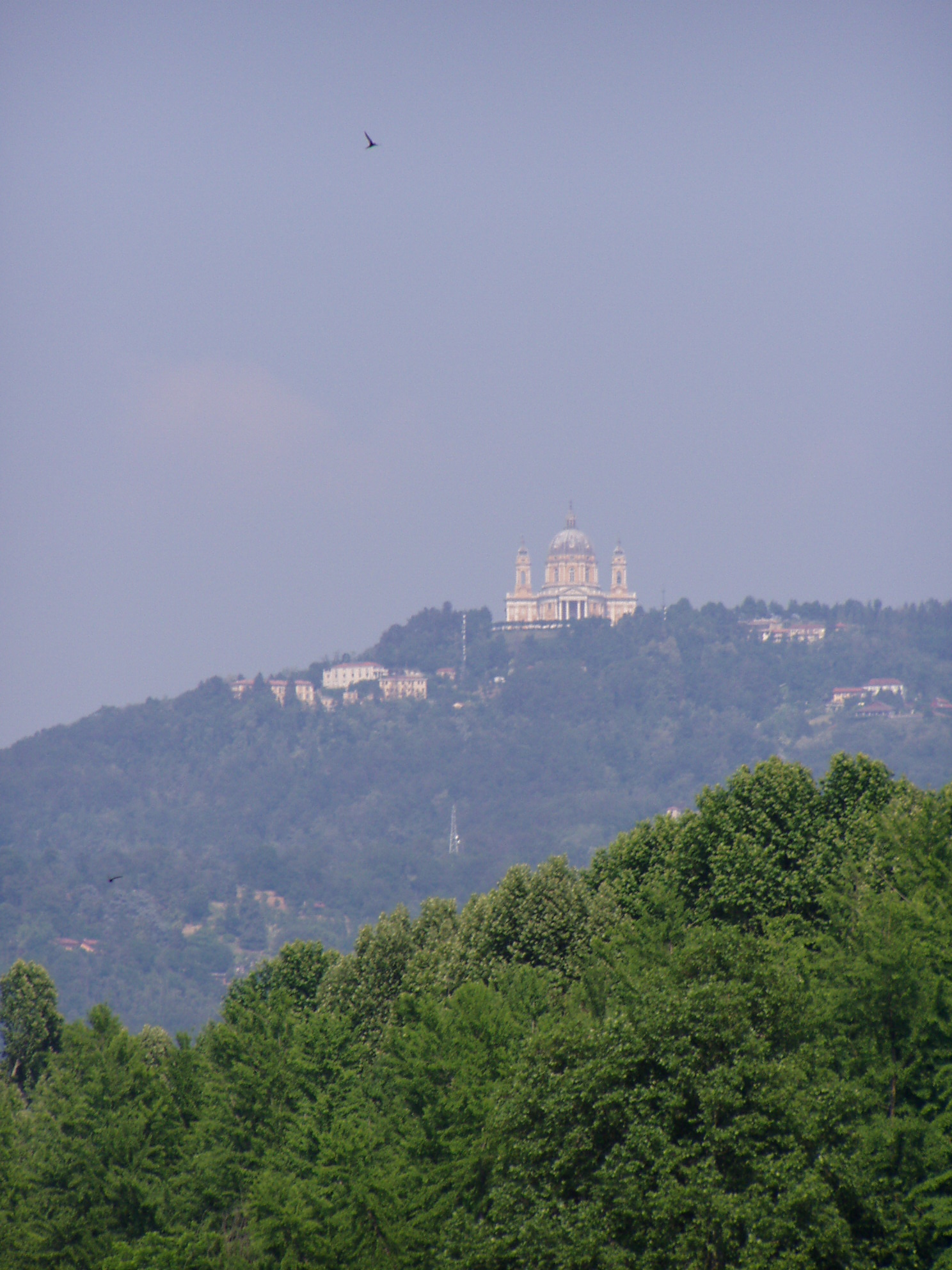
تل سوبرغا

سوبرغا (بالإيطالية: Superga)‏ هي تل تقع على الضفة الجنوبية من نهر بو، وشرقي تورينو بالشمال الغربي من إيطاليا. وارتفاعها 672 متر فوق سطح البحر، وهو أحد أشهر التلال المتكونة على شكل مدرج المحيطة بالمدينة.
والمعروف عن تل سوبرغا بأنه موقع للعديد من معابد لملوك أسرة سافويا وبه كنيسة (Basilica of Superga) وسكة الحديد التي تربط بضواحي تورين، وقد حدثت بها كارثة سوبرغا الجوية عام 1949 والتي قتل فيها جميع لاعبي نادي تورينو لكرة القدم

## وصلات خارجية
- Real Basilica di Superga (بالإيطالية) الموقع الرسمي لباسيلكا سوبرجا